# Adesmia glandulifolia
Adesmia glandulifolia es una especie de planta floral del género Adesmia, categorizada en la tribu Dalbergieae, de la familia Fabaceae.

## Distribución
Especie nativa de Argentina. Crece en el bioma templado.

## Taxonomía
Fue descrita por Steibel & Ulibarri y publicada en Hickenia 3: 25 (1999).